# La Louvière (okręg)
La Louvière (fr. Arrondissement administratif de La Louvière, nld. Arrondissement La Louvière, niem. Bezirk La Louvière) – okręg w północnej Belgii, w Regionie Walońskim, w prowincji Hainaut.  

## Podział administracyjny
Okręg podzielony jest na cztery gminy (nld. gemeente, fr. commmune, niem. Gemeinde), w skład których wchodzi 28 dzielnic (deelgemeente)
| - Binche, miasto - Bray - Buvrinnes - Épinois - Leval-Trahegnies - Péronnes-lez-Binche - Ressaix - Waudrez - Estinnes - Croix-lez-Rouveroy - Estinnes-au-Mont - Estinnes-au-Val - Faurœulx (Fauroeulx) - Haulchin - Peissant - Rouveroy - Vellereille-le-Sec - Vellereille-les-Brayeux - La Louvière, miasto - Boussoit - Haine-Saint-Paul - Haine-Saint-Pierre - Houdeng-Aimeries - Houdeng-Gœgnies - Maurage - Saint-Vaast - Strépy-Bracquegnies - Trivières - Morlanwelz - Carnières - Mont-Sainte-Aldegonde - Morlanwelz-Mariemont |